# Onthophagus obtutus
Onthophagus obtutus är en skalbaggsart som beskrevs av Louis Albert Péringuey 1901. Onthophagus obtutus ingår i släktet Onthophagus och familjen bladhorningar. Inga underarter finns listade i Catalogue of Life.